# Draugen
Draugen (dragon en nynorsk) est un gisement de pétrole situé en mer de Norvège, 150 km au nord de Kristiansund, au large de Tjeldbergodden (no). Découvert en 1984, il fut le premier gisement de la mer de Norvège à entrer en exploitation, en 1993. La production atteignit quelque 120 000 barils par jour vers l'an 2000, mais n'est plus que de 56 000 bbl/j en 2006.
Les réserves initiales récupérables de pétrole, d'environ 1 milliard de barils, sont maintenant épuisées à plus de 80 %. L'injection de CO2 a été étudiée, puis abandonnée.